# Natalino
Natalino es un grupo chileno formado en 1996 por Cristián Natalino (hermano de Nicole Natalino, integrante de Kudai), y los hermanos Hugo y Eduardo Manzi (tíos de Tomás Manzi, también de Kudai). Inicialmente el nombre de la banda fue La Pé, pero con el tiempo se hizo conocido como Natalino (apellido del vocalista y líder del grupo). 
Su disco debut Desde que te vi fue un éxito en ventas, logrando doble disco de platino por más de 30 mil copias vendidas. El primer sencillo de este disco, que da nombre al álbum, fue un éxito en las radios de todo Chile y los países de habla hispana, consiguiendo estar entre los principales éxitos del 2008.

## Historia
Con el nombre de La Pé editaron el primer y único disco titulado Diverso en 2001, bajo el sello Warner Music Group donde se destaca la versión italiano «De amor ya no se muere» de Gianni Bella. Otros singles del álbum que tuvieron difusión fueron «Te amaré» (el cual formó parte de la banda sonora de la telenovela Buen partido) y «Homicida del amor». "Desde que te vi" forma parte de la bso de la tv novela chilena "Machos" en 2003.
En 2007 firman contrato con AN Records para grabar su disco debut como el grupo Natalino (llamados así desde el 2001), llamado Desde que te vi, que fue lanzado en marzo de 2008 y obtuvo éxito con los sencillos «Desde que te vi» y «Ángel del pasado». Al año siguiente fueron considerados el grupo revelación de la escena musical chilena, siendo los más escuchados entre julio y diciembre de ese año junto con el cantautor puertorriqueño-estadounidense Luis Fonsi.
Se presentaron en el escenario de la Quinta Vergara en el Festival de Viña del Mar 2009, donde "El Monstruo" —nombre con que se conoce al público del certamen— les entregó los galardones "Antorcha de Plata" y "Antorcha de Oro". Antes de subir al escenario recibieron un disco de platino por Desde que te vi; meses más tarde recibieron doble disco de platino.[cita requerida]
En 2010 el grupo viajó a Ciudad de México para abrir el concierto realizado el 31 de agosto del cantautor nicaragüense Hernaldo Zúñiga, donde interpretaron junto a este el tema «Ventanillas», el cual fuera un éxito de Hernaldo en Chile en los años 1970, luego que su participación en el Festival Internacional Viña del Mar de 1974. Este tema, junto a otros once, formó parte del segundo álbum de Natalino, Nena, lanzado al mercado chileno en este mismo año, cuyo primer sencillo fue «Cuando estás» e incluyó además una versión del tema «No saber de ti» de Los Nocheros, cantado a dúo con el exvocalista de dicha banda, Jorge Rojas. Además, participaron en el comercial-musical «La Mejor Hinchada del Mundo», para la compañía telefónica Entel.
En 2011, Natalino lanzó el single Por ti que es una de las baladas más románticas que hay en el mundo.
En 2013, la banda se radicó en México donde comenzaban de manera definitiva su carrera internacional con su disco, Por ti, que recopila lo mejor de sus canciones, incluyendo el tema inédito Ya no quiero estar sin ti.
En 2014, el trío lanzó un disco titulado, Natalino en Navidad que repasa lo mejor de sus canciones navideñas.
En 2015, el grupo nuevamente lanzó un disco, esta vez en Chile, México y el resto de Latinoamérica, que lleva el título, XIII confesiones, con sus conocidos singles, Contigo y Mírame. Además, ese mismo año, junto con otros artistas de la talla de Tommy Rey, Consuelo Schuster, Zaturno, Shamanes y Joe Vasconcellos, entre otros, son los intérpretes de la canción oficial de lo que fue la Teletón 2015, «La Hacemos Todos».
Continuando con la difusión del disco, XIII confesiones, en 2016 Natalino lanzó su tercer sencillo, Sólo quédate aquí.

## Discografía
Como La Pe:
| Álbum   | Año  | País  | Lista de canciones |
| ------- | ---- | ----- | --- |
| Diverso | 2001 | Chile | 1. De amor ya no se muere 2. Negra gitana 3. Homicida del amor 4. Te amaré 5. Un poquito más 6. Al centro de tu corazón 7. Elegida del Sol 8. Sedusex 9. Mejillones 10. Arena 11. Negra gitana (remix) |

Como Natalino:
| Álbum               | Año  | País   | Lista de canciones |
| ------------------- | ---- | ------ | --- |
| Desde que te vi     | 2008 | Chile  | 1. Ángel del pasado 2. ¿Y qué será? 3. Y es por eso 4. Desde que te vi 5. Si hablo de ti, hablo de mí 6. Cuando Me Hablan 7. Desahogo 8. En aquella tarde 9. Volveré a caer 10. Maldición                                                    |
| Nena                | 2010 | Chile  | 1. Cuando estás 2. Más que amigos 3. Por tenerte aquí un momento 4. Por ti 5. Dulce 6. Nena 7. Te he visto 8. Entre tú y yo 9. Despertar 10. Tu amor no debe temer 11. No saber de ti 12. Ventanillas                                        |
| Por ti              | 2013 | México | 1. Ángel del pasado 2. Ya no quiero estar sin ti 3. Si hablo de ti, hablo de mí 4. Cuando estás 5. Por ti 6. Desde que te vi 7. Dulce 8. Aquella tarde 9. Nena 10. Por tenerte aquí un momento 11. Cuando me hablan 12. Y qué será           |
| Natalino en Navidad | 2014 | Chile  | 1. Noche de Paz 2. Santa Claus llegó a la ciudad 3. Los peces en el río 4. El tamborilero 5. Rodolfo, el reno 6. Blanca Navidad 7. Adeste Fideles 8. Un burrito orejón 9. Ave María 10. Adeste Fideles (Latin)                               |
| Trece confesiones   | 2015 | México | 1. Mírame 2. Sé que eres tú 3. Contigo 4. Un quiero y nada más 5. Sólo quédate aquí 6. Nada se compara a tu mirada 7. Si tengo mi voz 8. Ya no quiero estar sin ti 9. Corazón en dos 10. Ya es así 11. Sola 12. Nuestro amor 13. Confesiones |

## Singles
| Año  | Canción                       | Álbum             | Listas        | Listas |
| Año  | Canción                       | Álbum             | Top 40 Charts |        |
| ---- | ----------------------------- | ----------------- | ------------- | ------ |
| 2007 | "Desde que te vi"             | Desde que te vi   | 7             |        |
| 2008 | "Ángel del pasado"            | Desde que te vi   | 1             |        |
| 2008 | "Si hablo de ti, hablo de mí" | Desde que te vi   | -             |        |
| 2009 | "¿Y qué será?"                | Desde que te vi   | -             |        |
| 2010 | "Cuando estás"                | Nena              | 21            |        |
| 2011 | "Por ti"                      | Nena              | -             |        |
| 2014 | "Contigo"                     | Trece confesiones |               |        |
| 2015 | "Mírame"                      | Trece confesiones |               |        |
| 2016 | Solo quédate aquí             | Trece confesiones |               |        |

## Videoclips
- 2008 - «Desde que te vi»
- 2008 - «Ángel del pasado»
- 2008 - «Si hablo de ti, hablo de mí»
- 2009 - «¿Y qué será?»
- 2010 - «Cuando estás»
- 2011 - «Por ti»
- 2013 - «Ya no quiero estar sin ti»
- 2014 - «Contigo»
- 2015 - «Mírame»
- 2016 - «Sólo quédate aquí»
- 2017 -  «Un quiero y nada más»
- 2019 -  «Tu, mi cielo y mi alma»
- 2021 - «Una y mil veces»